# Anemonia viridis
Anemonia viridis är en art av havsanemon som först beskrevs av den svenska naturvetaren, orientalisten och filosofen Peter Forsskål 1775 (ibland publicerad som "Forskål"). Arten ingår i släktet Anemonia och familjen Actiniidae. Inga underarter finns listade i Catalogue of Life.

## Utbredningsområde
Anemonia viridis färekommer i östra Atlanten och Medelhavet.

## Kommersiell användning
Denna art används som livsmedel i bland annat västra Spanien, Cádizbukten och kring Sardinien, och äts då vanligen friterad. Den är också relativt vanlig i saltvattenakvarium, och anpassar sig ofta lätt till ett liv i fångenskap.

## Bildgalleri

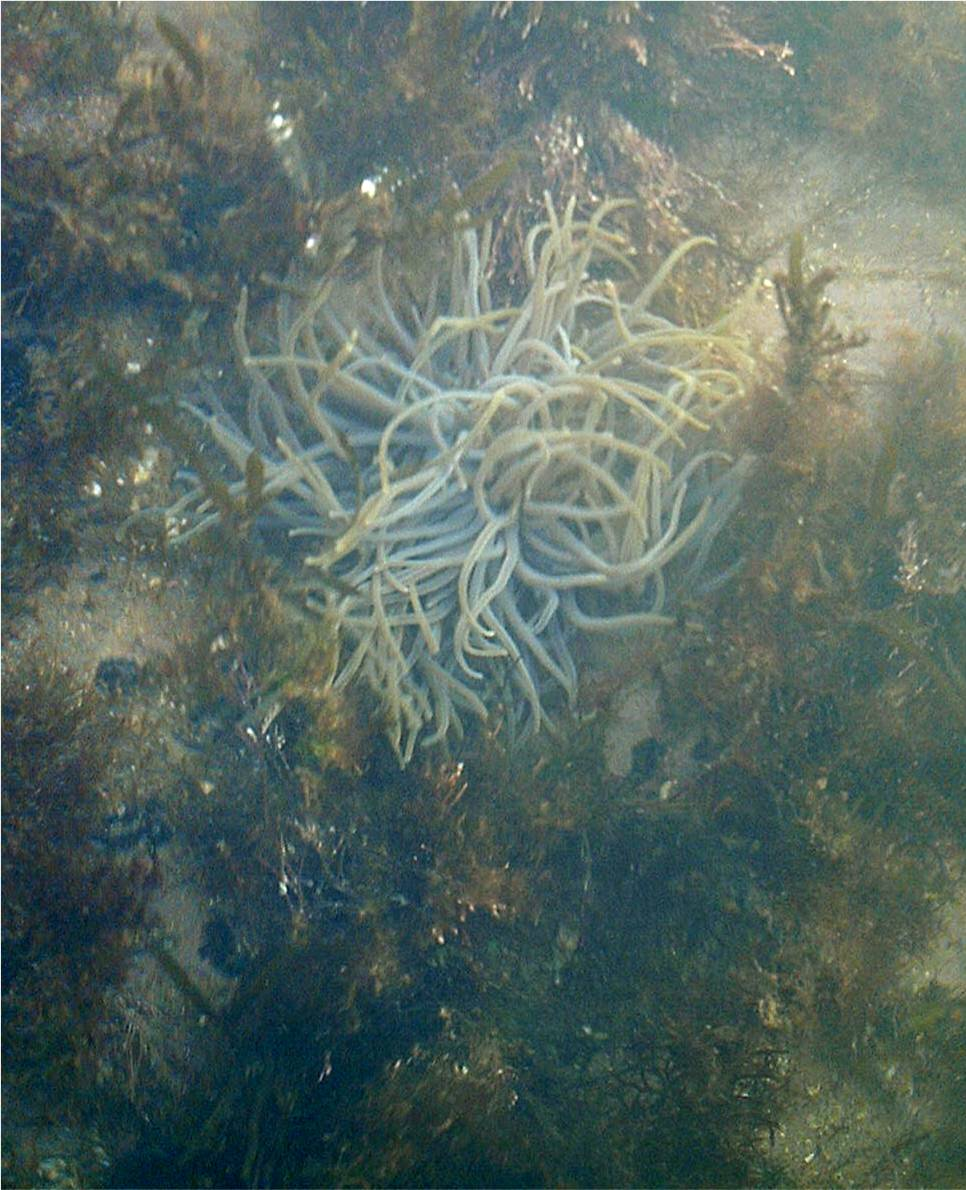
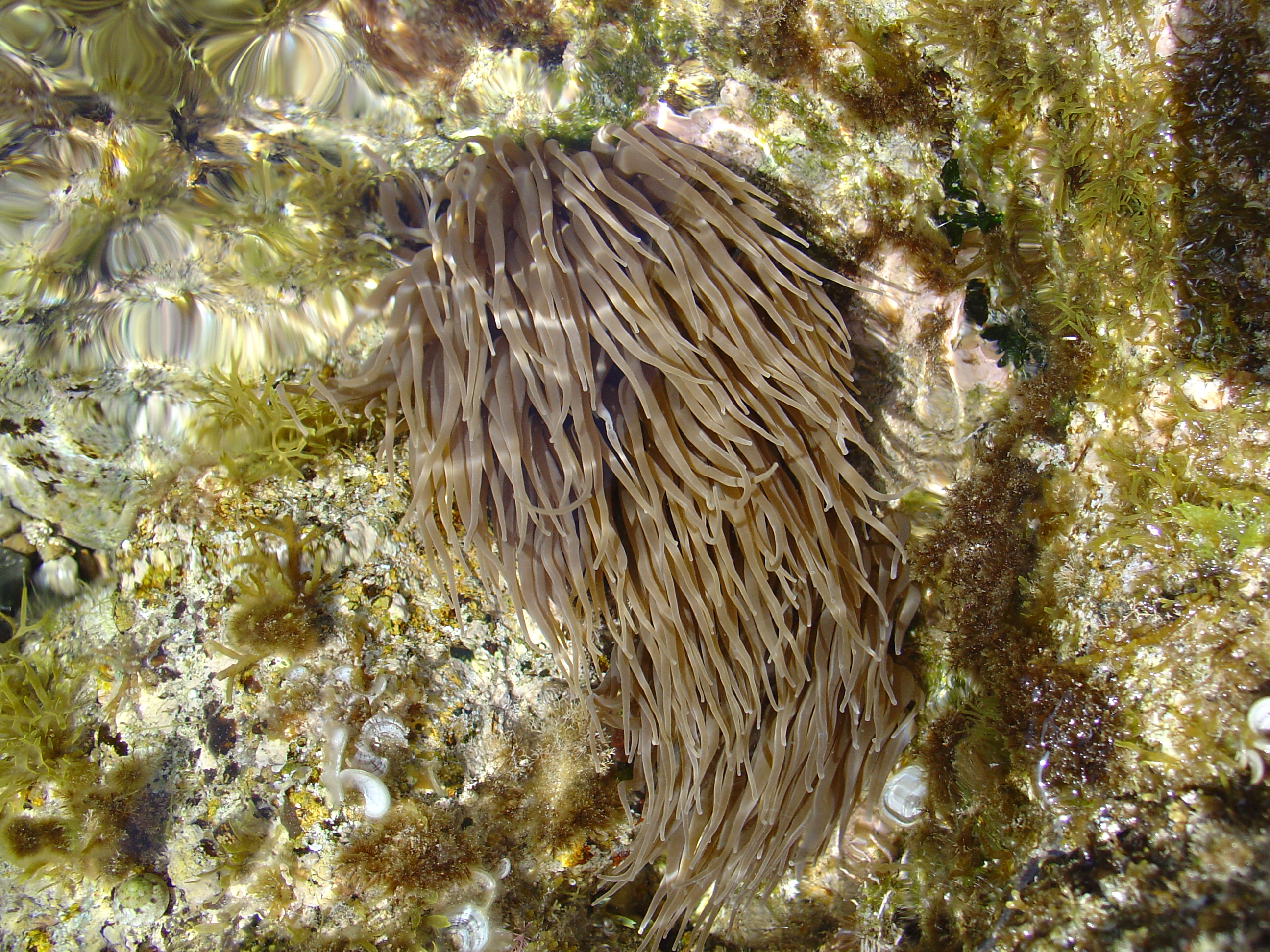
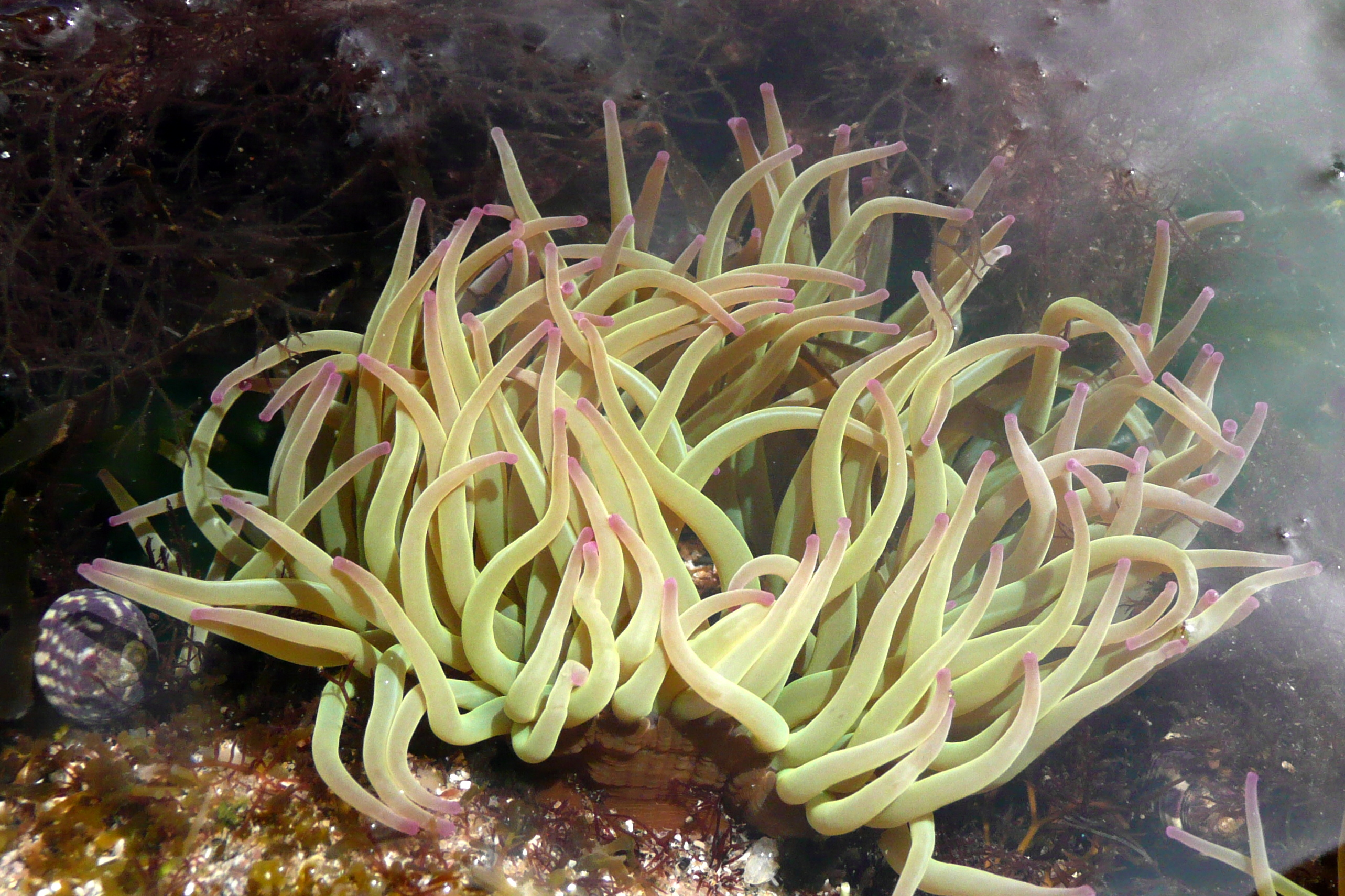
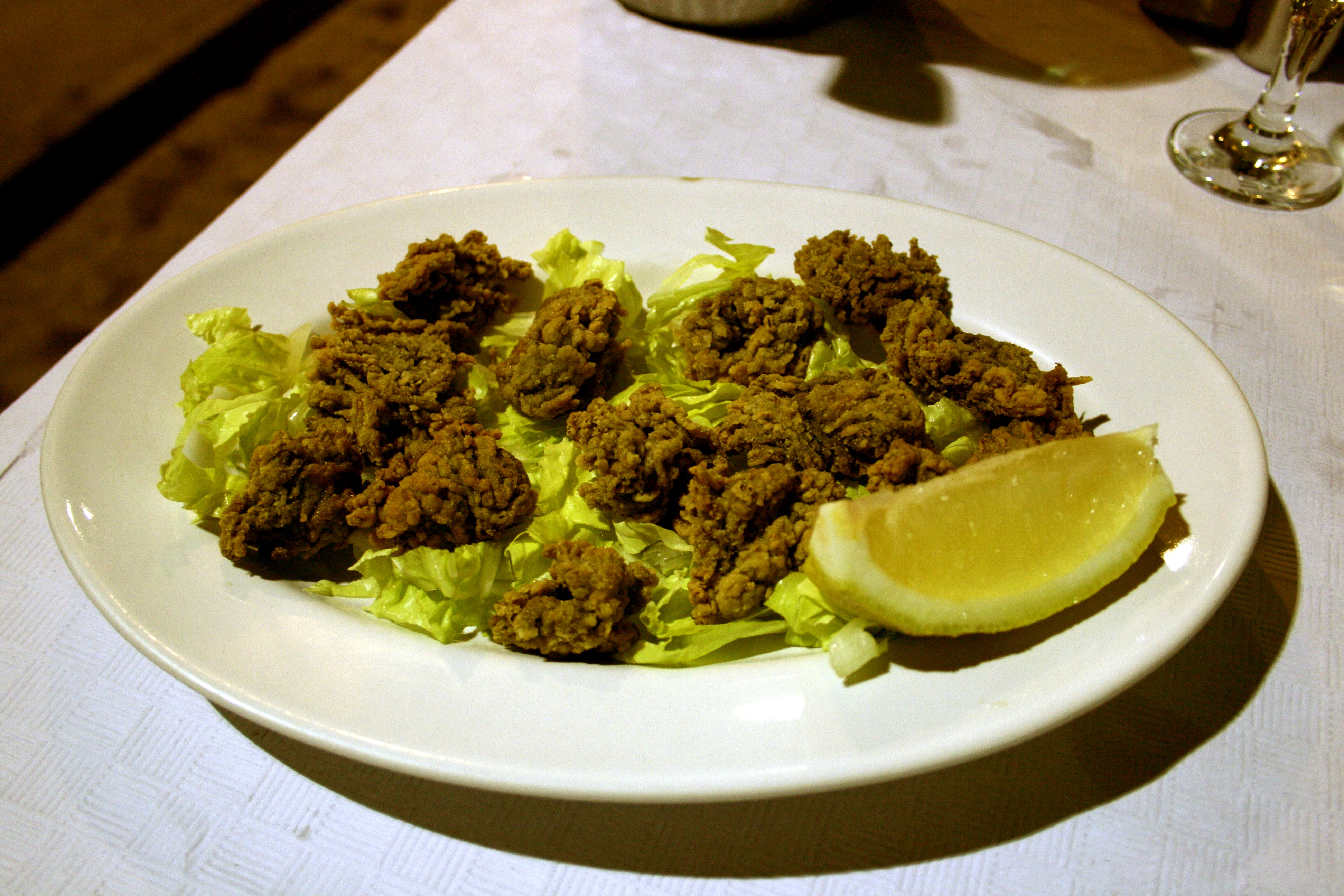
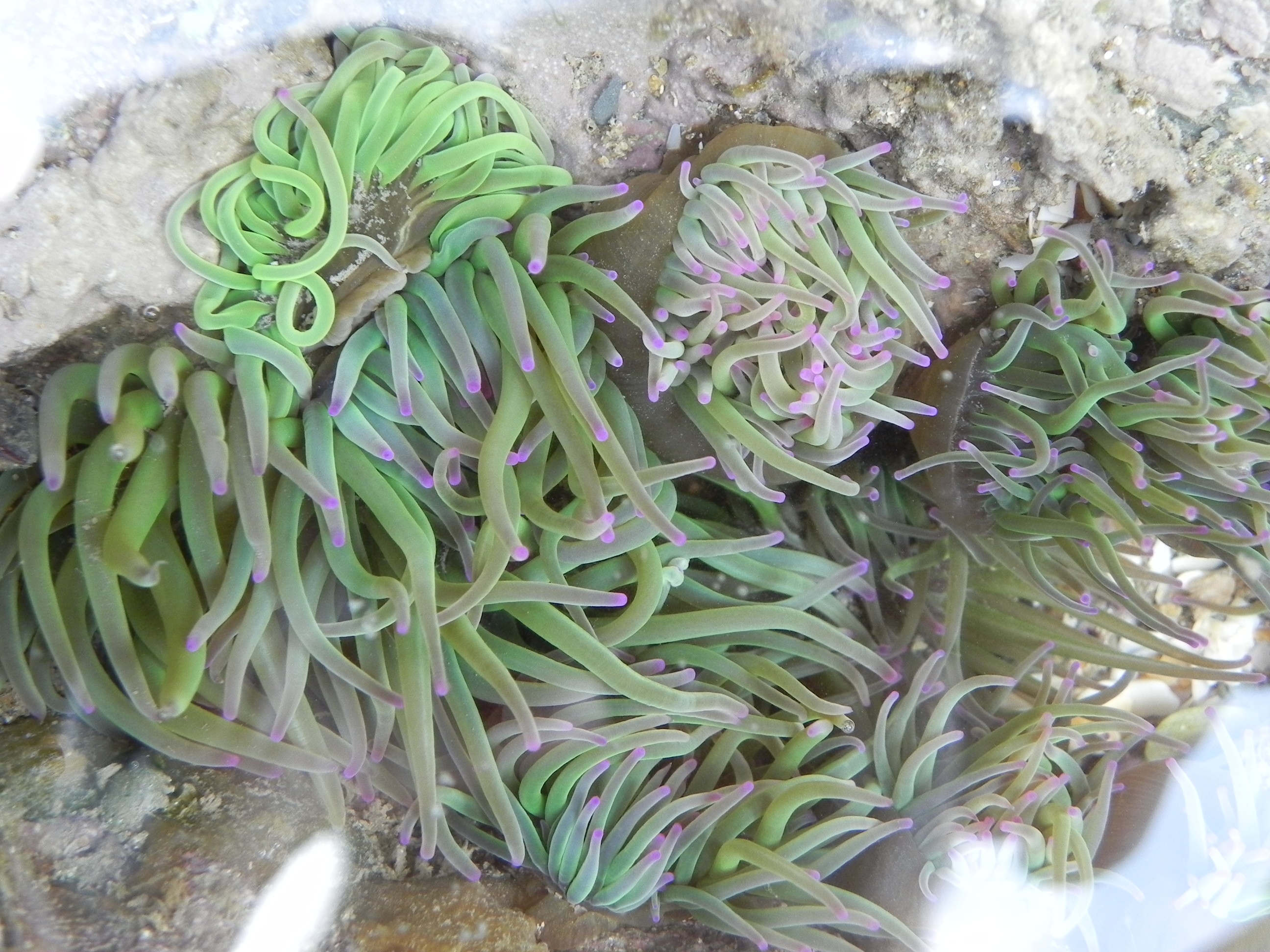
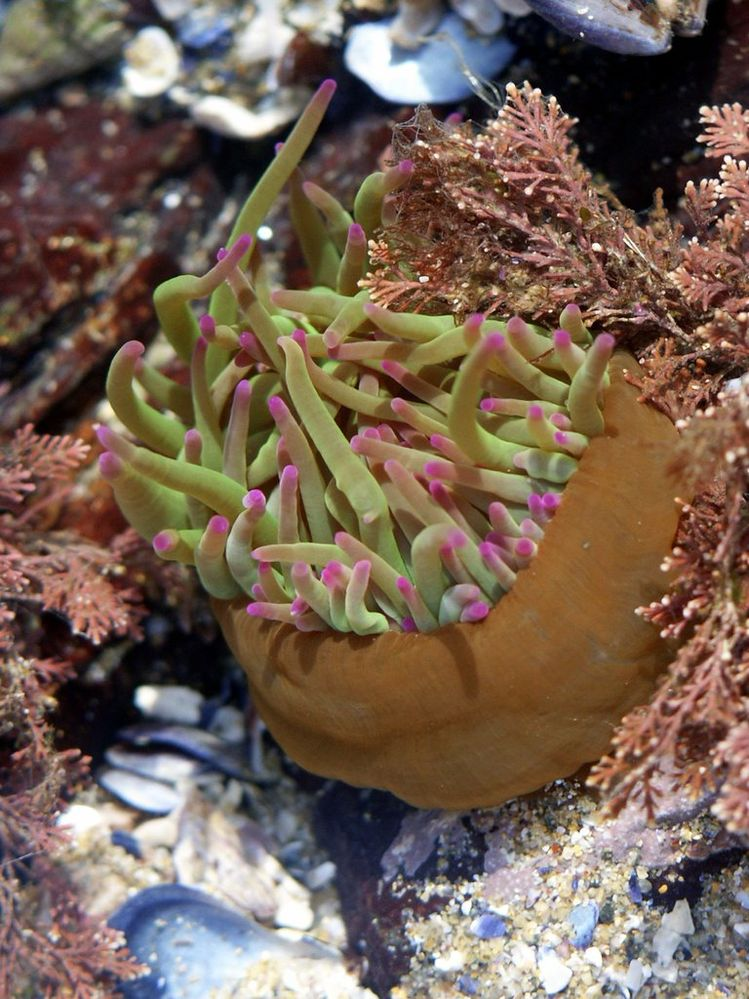